# Фостенко, Николай Семёнович
Николай Семёнович Фостенко (23 февраля 1925 — 9 ноября 2015) — разведчик 135-го гаубичного артиллерийского полка 63-й гаубичной артиллерийской бригады 22-й артиллерийской дивизии прорыва Резерва Верховного Главнокомандующего 61-й армии 1-го Белорусского фронта, ефрейтор — на момент представления к награждению орденом Славы 1-й степени.

## Биография
Родился в селе Подлипное (ныне — Конотопского района Сумской области) в семье крестьянина. Украинец. Окончил 4 класса. Работал в колхозе.
В Красной Армии с сентября 1943 года. Участник Великой Отечественной войны с марта 1944 года. Отличился в боях при освобождении городов Бобруйск, Слуцк, Барановичи, Брест, Варшава, в Восточной Померании. Неоднократно был ранен.
Разведчик 135-го гаубичного артиллерийского полка, (63-я гаубичная артиллерийская бригада, 22-я артиллерийская дивизия прорыва, 47-я армия, 1-й Белорусский фронт) красноармеец Николай Фостенко 8-11 сентября 1944 года в боях в районе Праги (предместье Варшавы, Польша) непрерывно вел разведку позиций противника. По его целеуказаниям артиллерия уничтожила два дзота и подавила две пулемётные точки противника, что способствовало успешному выполнению боевой задачи стрелковыми подразделениями. Приказом от 30 сентября 1944 года «за образцовое выполнение заданий командования в боях с немецко-фашистскими захватчиками» красноармеец Фостенко Николай Семёнович награждён орденом Славы 3-й степени.
Ефрейтор того же полка, бригады и дивизии (5-я ударная армия, 1-й Белорусский фронт) Николай Фостенко 8 января 1945 года в бою за деревни Затоп и Михайлув на реке Пилица (Польша), находясь в первых рядах наступающей пехоты, обнаружил две пулемётные точки и миномётную батарею противника. По его целеуказаниям они были подавлены артиллерией. Приказом от 4 марта 1945 года «за образцовое выполнение заданий командования в боях с немецко-фашистскими захватчиками» ефрейтор Фостенко Николай Семёнович награждён орденом Славы 2-й степени.
Николай Фостенко в составе того же полка, бригады и дивизии (61-я армия, 1-й Белорусский фронт) 20 марта 1945 года в бою за опорный пункт Розенгартен (10 километров юго-восточнее города Штеттин, Германия — ныне Щецин, Польша), действуя в составе штурмовой группы, первым ворвался во вражескую траншею, забросал гранатами пулемёт и уничтожил троих гитлеровцев. В бою был ранен, но поля боя не покинул. Указом Президиума Верховного Совета СССР от 31 мая 1945 года «за образцовое выполнение заданий командования в боях с немецко-фашистскими захватчиками» ефрейтор Фостенко Николай Семёнович награждён орденом Славы 1-й степени, став полным кавалером ордена Славы.
В 1945 году старшина Н. С. Фостенко демобилизован. В 1945—1948 годах работал в колхозе родного села, затем токарем на электромеханическом заводе «Красный металлист» в городе Конотоп Сумской области. Жил в городе Конотопе.
Последние годы жил в Подлипном. Скончался в ноябре 2015 года.

## Награды
- Полный кавалер ордена Славы:
  - орден Славы I степени (31 мая 1945, орден № 1655)[2];
  - орден Славы II степени (4 марта 1945, орден № 30572)[3];
  - орден Славы III степени (30 сентября 1944, орден № 175606)[4];
- орден Отечественной войны I степени (6 апреля 1985)[5];
- медаль «За боевые заслуги» (5 августа 1944)[6];
- орден Богдана Хмельницкого I степени (30 апреля 2010)[7];
- орден Богдана Хмельницкого II степени;
- орден Богдана Хмельницкого III степени (7 мая 1995)[8];

и другими медалями.